# Entoloma testaceum
Entoloma testaceum är en svampart som först beskrevs av Giacopo Bresàdola, och fick sitt nu gällande namn av Machiel Evert ("Chiel") Noordeloos 1987. Entoloma testaceum ingår i släktet Entoloma och familjen Entolomataceae.  Artens status i Sverige är: Ej påträffad. Inga underarter finns listade i Catalogue of Life.